# Navajo Mountain
La Navajo Mountain (in navajo: Naatsis'áán) è un picco nella contea di San Juan, Utah, con il fianco meridionale che si estende nella contea di Coconino, Arizona. 
Ha un ruolo importante nelle tradizioni di tre tribù native americane. Il vertice è l'area più alta della Riserva Navajo.